# (3210) Lupishko
(3210) Lupishko est un astéroïde de la ceinture principale.

## Description
(3210) Lupishko est un astéroïde de la ceinture principale. Il fut découvert le 29 novembre 1983 à la station Anderson Mesa par Edward L. G. Bowell. Il présente une orbite caractérisée par un demi-grand axe de 3,11 UA, une excentricité de 0,05 et une inclinaison de 13,6° par rapport à l'écliptique.

## Compléments